# Markthal (Роттердам)
Markthal — критий ринок в Роттердамі (Нідерланди), розташований між вулицями Binnenrotte, Hoogstraat та Blaak. Відкритий 1 жовтня 2014 в присутності королеви нідерландів Максими. Markthal цікавий тим, що в самому накритті розміщені 228 житлові квартири, а також комерційні площі, під ринком знаходиться найбільший в місті підземний паркінг на понад тисячу автомобілів.

## Архітектура
Проект Markthal розроблений архітекторами бюро MVRDV.

### Концепція
Основною ідеєю проекту стало намагання поєднати критий ринок з місцем проживання, дозвілля, харчування та паркування — інтегрувати це настільки сильно, щоб підвищити синергетичні можливості різних функцій. Відкритий простір, накритий аркою, задуманий як інверсія типової ринкової площі та прилеглих до неї будівель. Протягом дня Markthal служить центральним залом ринку; ввечері, через декілька годин після закриття ринку, зал перетворюється на величезний, накритий, добре освітлений суспільний простір.
Частково на концепцію проекту Markthal вплинули зміни в законодавстві Нідерландів, згідно яких були значно посилені вимоги щодо продажу м'яса та свіжої риби на відкритому повітрі. З іншого боку, земельна ділянка, передбачена для будівництва Markthal-у знаходилась у самому серці кварталу Лоуренса — довоєнному центрі Роттердаму.

### Технічні параметри
- Розташування: Роттердам, Нідерланди;
- Замовник: Provast Nederland BV (Гаага, Нідерланди);
- Загальна площа: 100 000 м²;
- Кількість квартир: 228;
- Кількість торгових точок на ринку: 100;
- Кількість паркомісць: 1 200;
- Вартість будівництва: 175 млн.€.

### Археологічні роботи
Markthal побудованій на ділянці, яка у XIV столітті перебувала в північно-східній частині польдеру Westnieuwland.
Під час земляних робіт на рівні 7 метрів нижче рівня вулиці були виявлені залишки ферми X століття. Всередині будинку, який має розміри 7,5х13,5 м, було знайдено дві печі та кілька каменів. Ферма була частиною селища Ротта, на місці якого і виник сучасний Роттердам. Жителі Ротти були фермерами, ремісниками та торговцями.
Виявлені при розкопках предмети зберігаються у підземній частині Markthal то доступні вільному огляду.

### Втілення
Згідно нідерландських законів існують жорсткі норми на освітлення природним сонячним світлом житлових приміщень. Тому квартири запроектовані таким чином, що вікна кухонь, їдалень та санвузлів виходять у внутрішній простір споруди, в сторону ринку, а спалень та віталень — на зовні.

#### Прозорі фасади

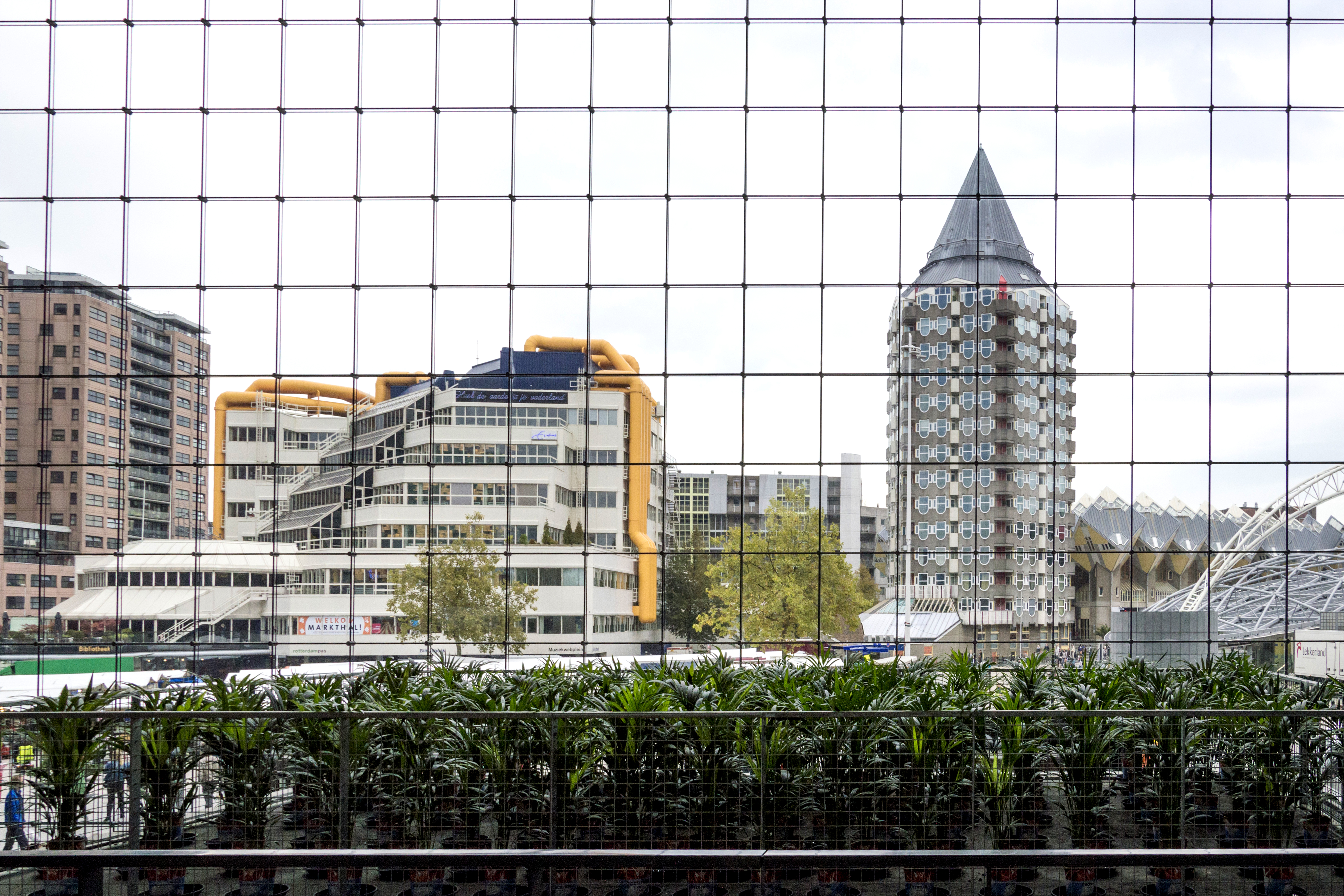
Роттердамська бібліотека, вигляд зсередини Markthal'у через скляний фасад

Будівля має форму потовщеної підкови, закритої з обох боків прозорим скляним фасадом, виконаним з квадратних панелей, розміром сторони 1485 мм. Кожен фасад складається з 26 вертикальних та 22 горизонтальних рядів таких квадратів, утворюючи площину розміром 34х42 метри. Це найбільший в Європі скляний фасад, виконаний за технологією kabelnet. Її суть полягає в наступному: спочатку за допомогою спеціальних кабелів була натягнута ортогональна сітка, на зразок тенісної ракетки. Після цього до кабелів кріпились скляні панелі. Особливістю скляних фасадів Markthal-у є те, що у випадку сильного вітру вони можуть прогинатись на відстань навіть до 0,7 м.

#### Внутрішня поверхня
Внутрішня поверхня будівлі (зі сторони ринку) оформлена художником Арно Коененом та називається «Ріг достатку», що символізує достаток і насичення. Робота виконана з допомогою новітніх 3D технологій: частини малюнку надруковані на листках перфорованої сталі (яка вибрана для кращої акустики ринку), а потім прикріплені до стіни Markthal-у. На малюнку зображені сильно збільшені фрукти, овочі, злаки, риба, квіти та комахи. На задньому плані видно вежу костелу Св.Лоуренса.
Зображення має велетенський розмір — 11 000 м² (завбільшки у два футбольних поля). Воно було розділене на 4 000 панелей, розміром 1,5х1,5 м. Для передачі зображення відповідної якості було залучене спеціальне програмне забезпечення від студії Pixar, за допомогою якого було створено вихідний файл розміром 1,47 TB.
Твір Коенена переміг у конкурсі, в якому брало участь дев'ять міжнародних кандидатів. Малюнок отримав схвальні відгуки дизайнерів, отримавши неофіційну назву „найбільшого витвору мистецтва світу“ та „Сикстинської капели Роттердама“.

#### Підземний паркінг
Під Markthal-ом знаходиться підземний паркінг на 1200 машино-місць, найбільший у центральній частині міста. Він доступний не лише мешканцям будівлі, але й всім охочим. Паркінг відкритий 24 години на добу, сім днів на тиждень. Він оснащений сучасними технологіями, такими як світлодіодне освітлення, визначник номерного знаку, система напрямного паркування, а також надає можливість забронювати та оплатити місце в ньому заздалегідь за допомогою інтернету у себе вдома. Для електромобілів доступні електричні точки зарядки.

## Галерея

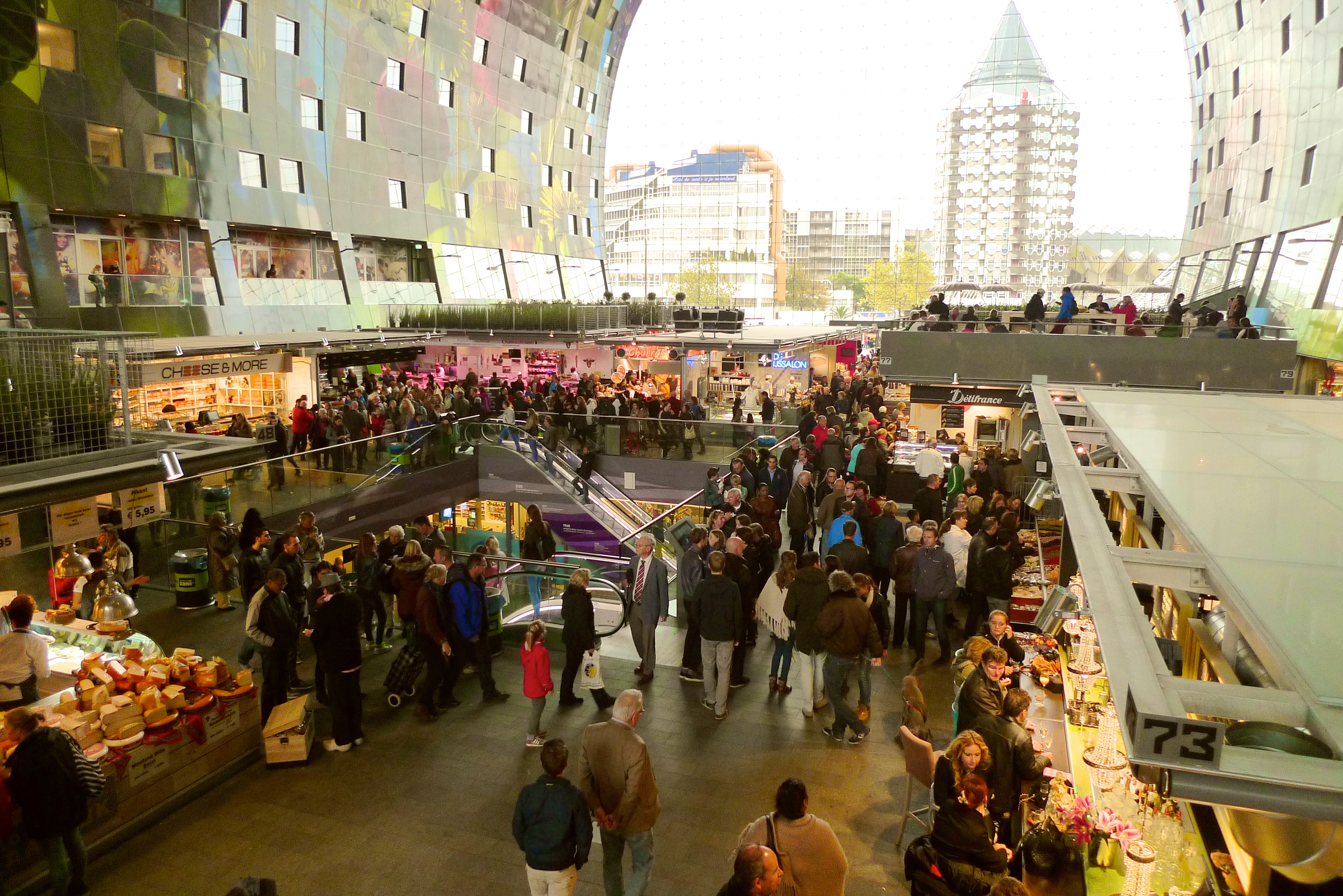
Критий ринок
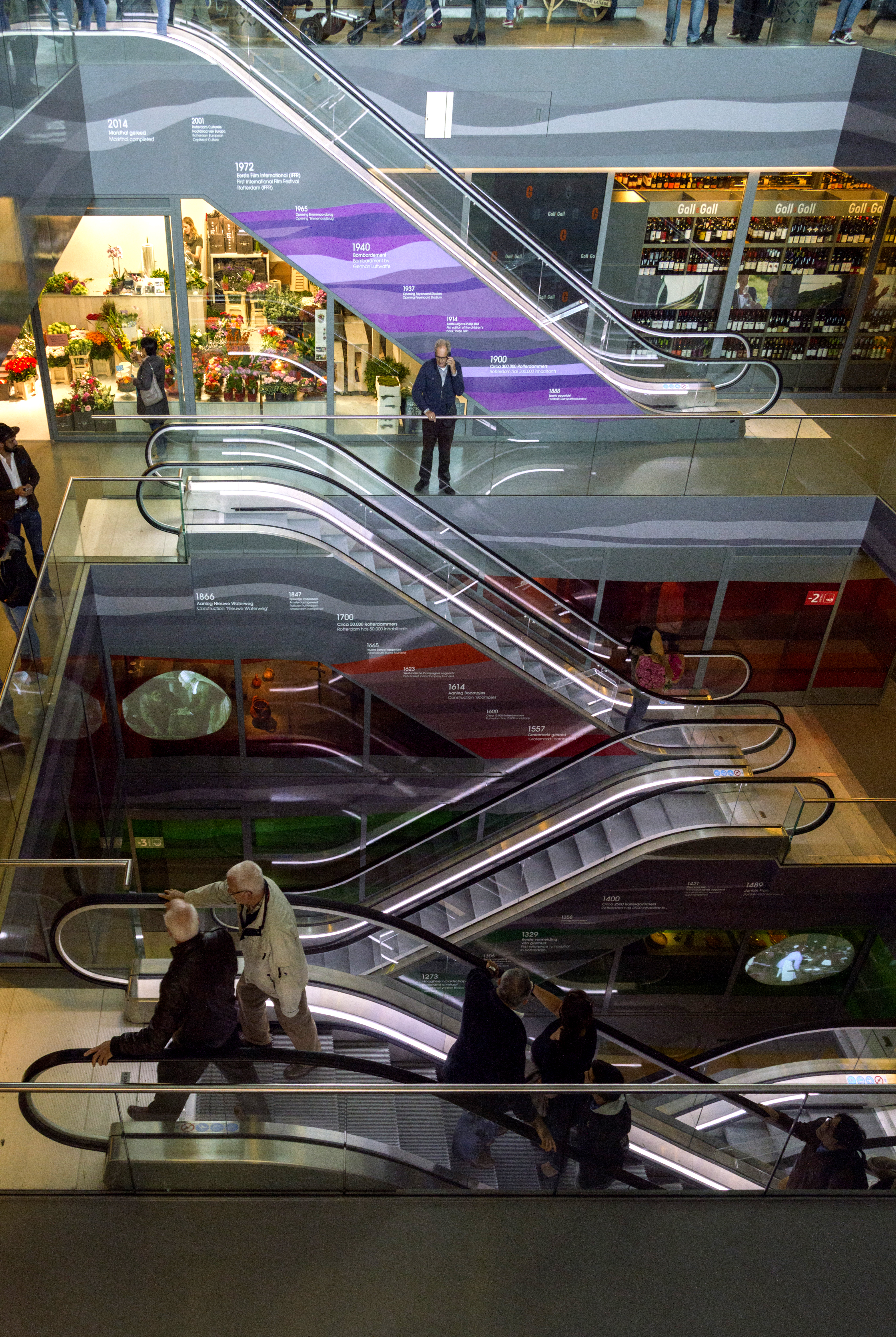
Спуск до метро
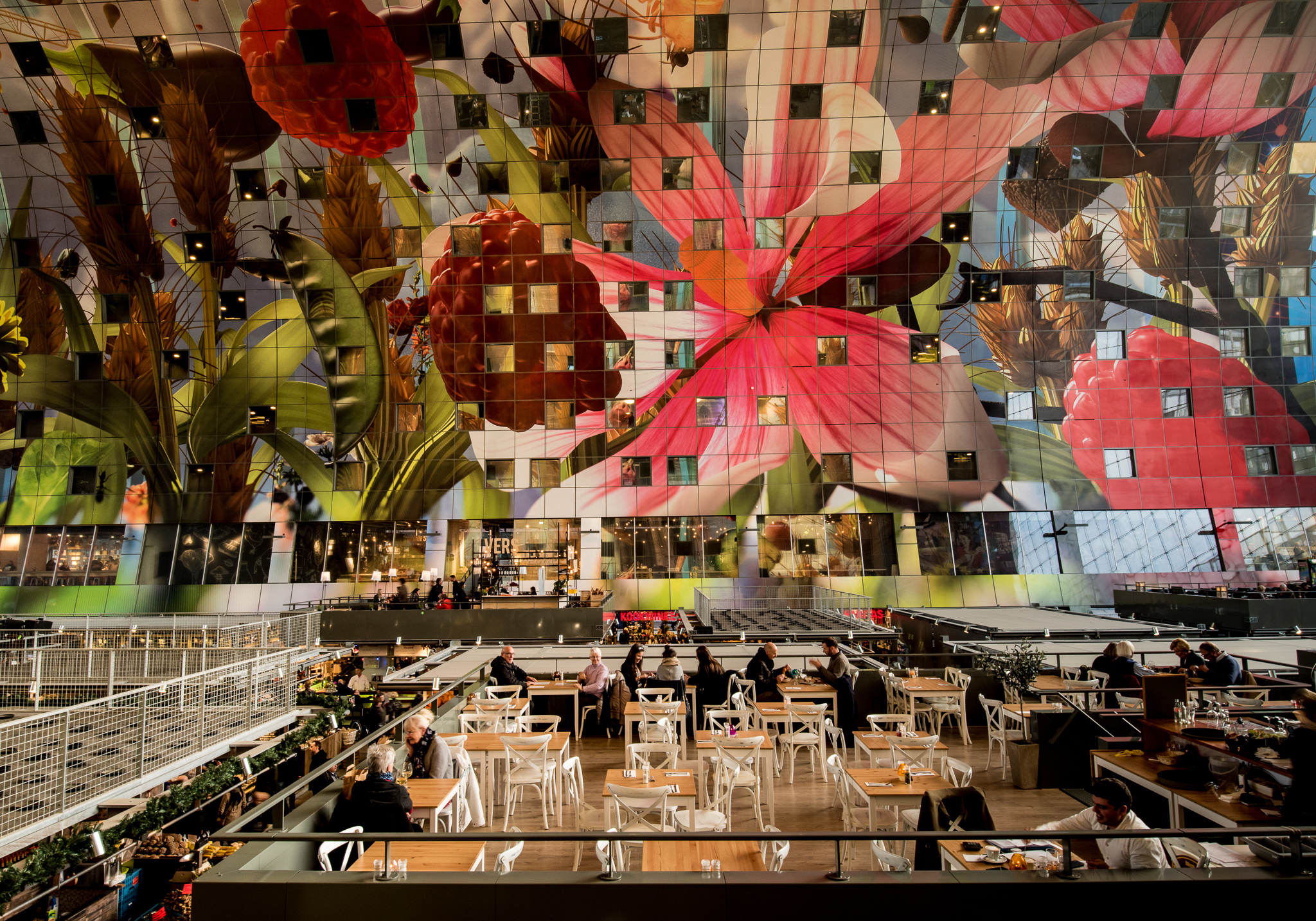
Внутрішній інтер'єр
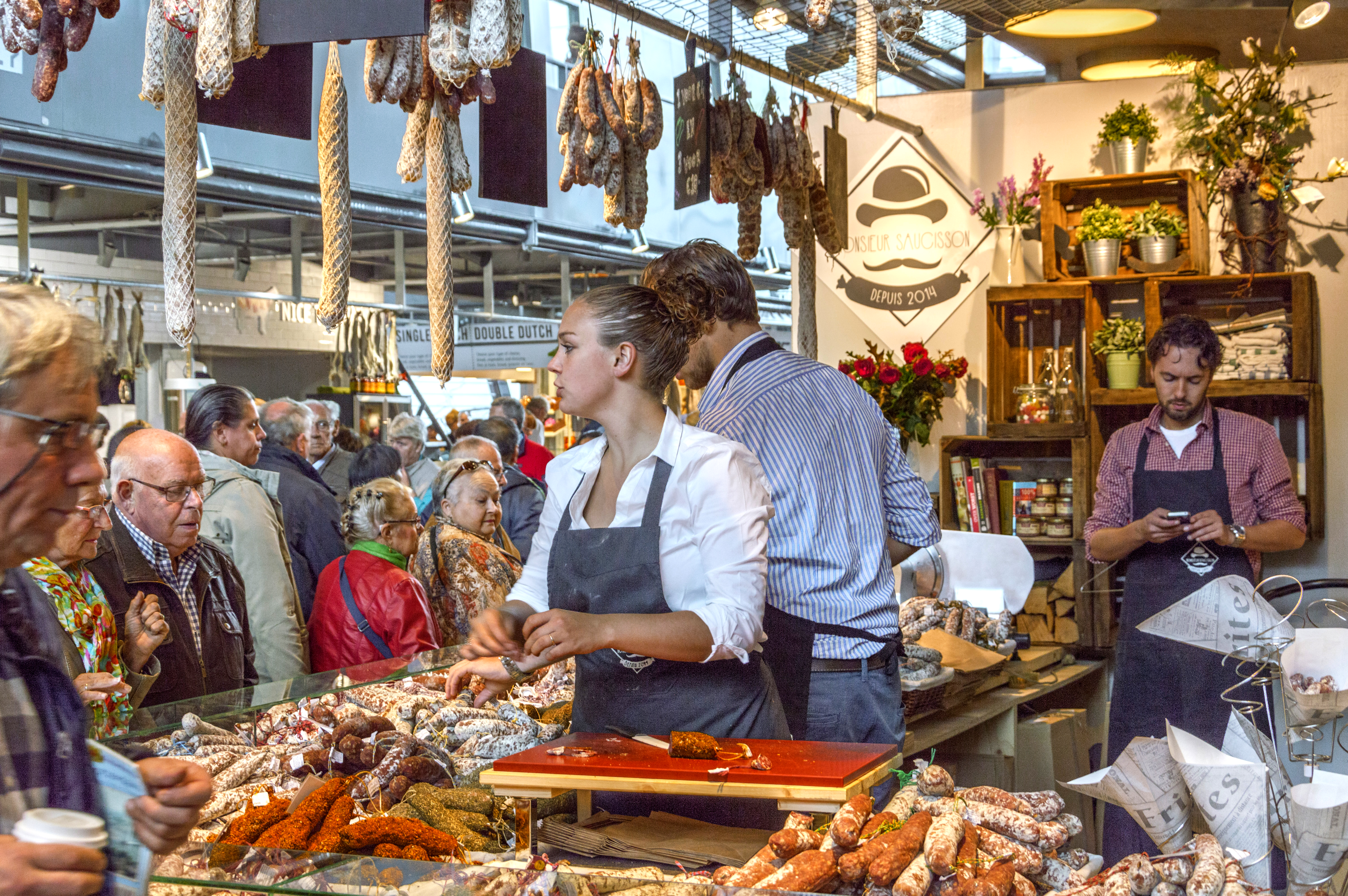
М'ясний кіоск
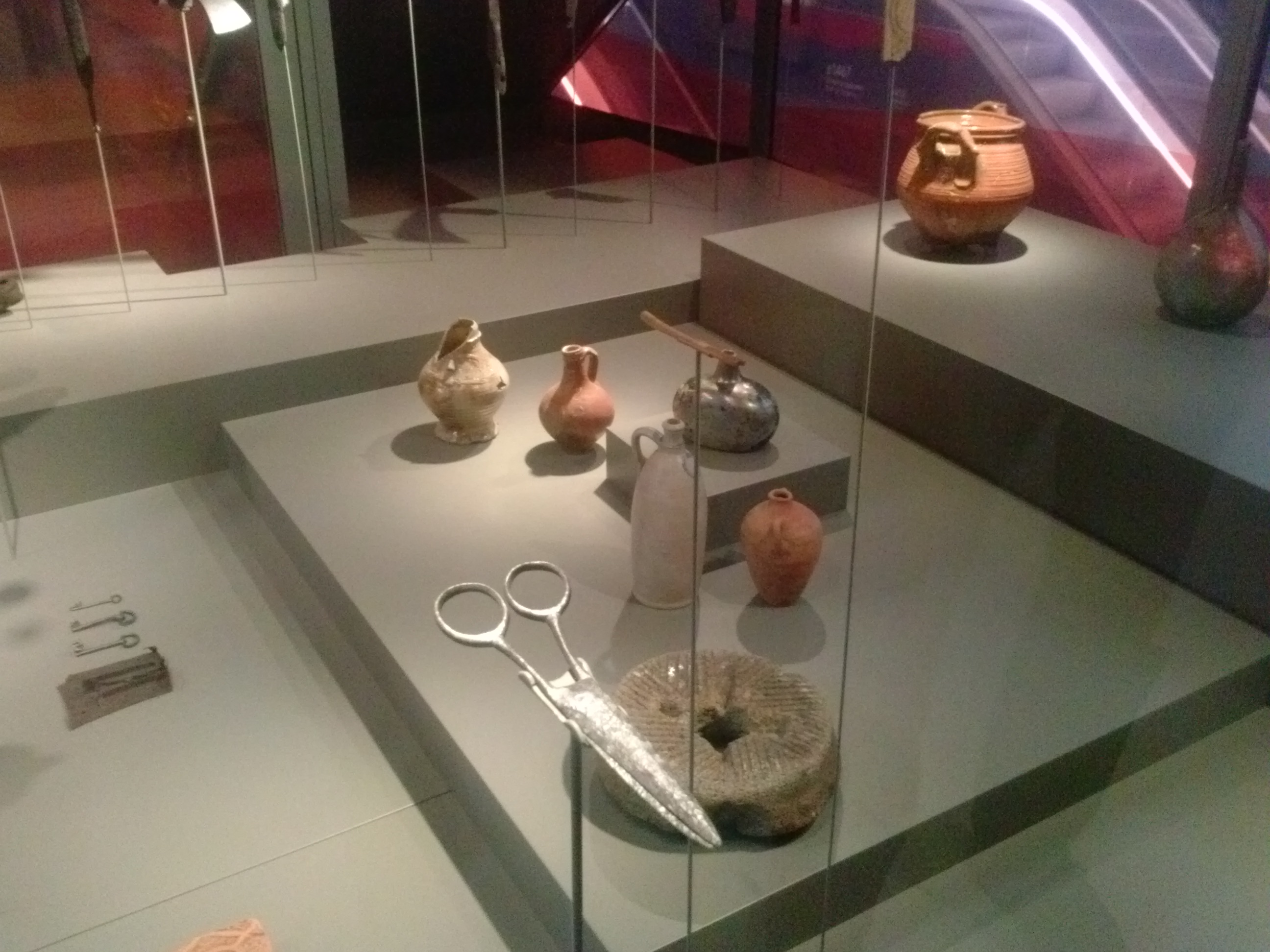
Виявлені під час будівництва предмети старовини